# Élections départementales de 2021 dans le Loiret
Les élections départementales dans le Loiret ont lieu les 20 et 27 juin 2021.

## Contexte départemental

### Assemblée départementale sortante
Avant les élections, le conseil départemental du Loiret est présidé par Marc Gaudet (UDI).
Il comprend 42 conseillers départementaux issus des 21 cantons du Loiret.
| Président du conseil départemental   |       |       |      |                                       |
| Marc Gaudet (UDI)                    |       |       |      |                                       |
| Parti                                | Sigle | Sigle | Élus | Groupes                               |
| Majorité (36 sièges)                 |       |       |      |                                       |
| Les Républicains                     |       | LR    | 21   | Majorité départementale               |
| Divers droite                        |       | DVD   | 12   | Majorité départementale               |
| Union des démocrates et indépendants |       | UDI   | 3    | Majorité départementale               |
| Opposition (6 sièges)                |       |       |      |                                       |
| Parti socialiste                     |       | PS    | 4    | Socialiste, écologiste et républicain |
| La République en marche              |       | LREM  | 1    | Socialiste, écologiste et républicain |
| Europe Écologie Les Verts            |       | EÉLV  | 1    | Socialiste, écologiste et républicain |

## Système électoral
Les élections ont lieu au scrutin majoritaire binominal à deux tours. Le système est paritaire : les candidatures sont présentées sous la forme d'un binôme composé d'une femme et d'un homme avec leurs suppléants (une femme et un homme également).
Pour être élu au premier tour, un binôme doit obtenir la majorité absolue des suffrages exprimés et un nombre de suffrages au moins égal à 25 % des électeurs inscrits. Si aucun binôme n'est élu au premier tour, seuls peuvent se présenter au second tour les binômes qui ont obtenu un nombre de suffrages au moins égal à 12,5 % des électeurs inscrits, sans possibilité pour les binômes de fusionner. Est élu au second tour le binôme qui obtient le plus grand nombre de voix.

## Résultats à l'échelle du département

### Résultats par nuances
| Binômes                  | Binômes                             | Binômes                  | Premier tour | Premier tour | Premier tour | Second tour | Second tour   | Second tour | Total | +/-           |  |
| Binômes                  | Binômes                             | Binômes                  | Voix         | %            | Sièges       | Voix        | %             | Sièges      | Total | +/-           |  |
| ------------------------ | ----------------------------------- | ------------------------ | ------------ | ------------ | ------------ | ----------- | ------------- | ----------- | ----- | ------------- |  |
|                          | Les Républicains                    | LR                       | 48 334       | 34,24        | 0            | 64 329      | 47,13         | 24          | 24    | Nv.           |  |
|                          | Rassemblement national              | RN                       | 31 423       | 22,26        | 0            | 18 120      | 13,27         | 0           | 0     | en stagnation |  |
|                          | Divers gauche                       | DVG                      | 16 403       | 11,62        | 0            | 13 607      | 9,97          | 4           | 4     | 4             |  |
|                          | Divers droite                       | DVD                      | 11 063       | 7,84         | 0            | 12 609      | 9,24          | 4           | 4     | 4             |  |
|                          | Écologiste                          | ECO                      | 9 908        | 7,02         | 0            | 4 517       | 3,12          | 0           | 0     | Nv.           |  |
|                          | Parti communiste français           | COM                      | 7 043        | 4,99         | 0            | 5 475       | 4,01          | 2           | 2     | 2             |  |
|                          | Divers centre                       | DVC                      | 4 957        | 3,51         | 0            | 6 235       | 4,57          | 2           | 2     | Nv.           |  |
|                          | Union à gauche                      | UG                       | 4 689        | 3,32         | 0            | 4 264       | 3,31          | 4           | 4     | 2             |  |
|                          | Parti socialiste                    | SOC                      | 4 575        | 3,24         | 0            | 7 346       | 5,38          | 4           | 4     | 4             |  |
|                          | Union au centre                     | UC                       | 1 229        | 0,87         | 0            |             |               |             | 0     | Nv.           |  |
|                          | Union à gauche avec des écologistes | UGE                      | 1 105        | 0,78         | 0            | 0           | Nv.           |             |       |               |  |
|                          | La France insoumise                 | FI                       | 236          | 0,17         | 0            | 0           | en stagnation |             |       |               |  |
|                          | Extrême gauche                      | EXG                      | 120          | 0,09         | 0            | 0           | Nv.           |             |       |               |  |
|                          | Divers                              | DIV                      | 60           | 0,04         | 0            | 0           | en stagnation |             |       |               |  |
|                          |                                     |                          |              |              |              |             |               |             |       |               |  |
| Suffrages exprimés       | Suffrages exprimés                  | Suffrages exprimés       | 141 145      | 96,11        |              | 136 502     | 92,38         |             |       |               |  |
| Votes blancs             | Votes blancs                        | Votes blancs             | 3 718        | 2,53         | 7 744        | 5,24        |               |             |       |               |  |
| Votes nuls               | Votes nuls                          | Votes nuls               | 1 994        | 1,36         | 3 520        | 2,38        |               |             |       |               |  |
| Total                    | Total                               | Total                    | 146 857      | 100          | 0            | 147 766     | 100           | 42          | 42    | en stagnation |  |
| Abstentions              | Abstentions                         | Abstentions              | 304 769      | 67,48        |              | 302 884     | 67,21         |             |       |               |  |
| Inscrits / participation | Inscrits / participation            | Inscrits / participation | 451 626      | 32,52        | 450 650      | 32,79       |               |             |       |               |  |

### Assemblée départementale élue
| Président du conseil départemental   |       |       |      |                                |
| Marc Gaudet (UDI)                    |       |       |      |                                |
| Parti                                | Sigle | Sigle | Élus | Groupes                        |
| Majorité (30 sièges)                 |       |       |      |                                |
| Les Républicains                     |       | LR    | 20   | Droite - Centre - Indépendants |
| Divers droite                        |       | DVD   | 7    | Droite - Centre - Indépendants |
| Union des démocrates et indépendants |       | UDI   | 3    | Droite - Centre - Indépendants |
| Opposition (12 sièges)               |       |       |      |                                |
| Parti socialiste                     |       | PS    | 7    | Socialiste et républicain      |
| Divers gauche                        |       | DVG   | 1    | Socialiste et républicain      |
| Europe Écologie Les Verts            |       | EELV  | 2    | OSE-EÉLV                       |
| Parti communiste français            |       | PCF   | 2    | PCF- L'humain d'abord          |

### Élus par canton
La majorité de droite perd 3 cantons au cours de ce scrutin, tous orléanais : les cantons d'Orléans-2, d'Orléans-3 et d'Orléans-4. L'opposition de gauche se renforce, passant de 6 à 12 élus.
| Canton                  | Conseiller Sortant     | Parti | Parti | Conseiller Elu         | Parti | Parti |
| ----------------------- | ---------------------- | ----- | ----- | ---------------------- | ----- | ----- |
| Beaugency               | Claude Boissay         |       | DVD   | Jaques Mesas           |       | UDI   |
| Beaugency               | Shiva Chauviere        |       | DVD   | Ludivine Raveleau      |       | LR    |
| Châlette-sur-Loing      | Gérard Dupaty          |       | LR    | Christophe Bouquet     |       | LR    |
| Châlette-sur-Loing      | Cécile Manceau         |       | LR    | Farah Loiseau          |       | LR    |
| Châteauneuf-sur-Loire   | Florence Galzin        |       | DVD   | Florence Galzin        |       | DVD   |
| Châteauneuf-sur-Loire   | Philippe Vacher        |       | LR    | Philippe Vacher        |       | LR    |
| Courtenay               | Corinne Melzassard     |       | LR    | Corinne Melzassard     |       | LR    |
| Courtenay               | Frédéric Neraud        |       | LR    | Frédéric Neraud        |       | LR    |
| La Ferté-Saint-Aubin    | Christian Braux        |       | LR    | Christian Braux        |       | LR    |
| La Ferté-Saint-Aubin    | Anne Gaborit           |       | LR    | Anne Gaborit           |       | LR    |
| Fleury-les-Aubrais      | Michel Breffy          |       | LREM  | Grégoire Chapuis       |       | PS    |
| Fleury-les-Aubrais      | Marie-Agnès Courroy    |       | PS    | Marie-Agnès Courroy    |       | PS    |
| Gien                    | Michel Lechauve        |       | LR    | Francis Cammal         |       | DVD   |
| Gien                    | Nadine Quaix           |       | DVD   | Aude Denizot           |       | DVD   |
| Lorris                  | Marie-Laure Beaudoin   |       | DVD   | Marie-Laure Beaudoin   |       | DVD   |
| Lorris                  | Alain Grandpierre      |       | LR    | Alain Grandpierre      |       | LR    |
| Le Malesherbois         | Agnès Chantereau       |       | DVD   | Sophie Pelhâte         |       | DVD   |
| Le Malesherbois         | Michel Guerin          |       | LR    | Hervé Gaurat           |       | LR    |
| Meung-sur-Loire         | Pascal Gudin           |       | DVD   | Thierry Bracquemond    |       | LR    |
| Meung-sur-Loire         | Pauline Martin         |       | LR    | Pauline Martin         |       | LR    |
| Montargis               | Christian Bourillon    |       | LR    | Ariel Lévy             |       | LR    |
| Montargis               | Denise Serrano         |       | DVD   | Nelly Dury             |       | LR    |
| Olivet                  | Isabelle Lanson        |       | DVD   | Isabelle Lanson        |       | DVD   |
| Olivet                  | Hugues Saury           |       | LR    | Hugues Saury           |       | LR    |
| Orléans-1               | Jean-Pierre Gabelle    |       | UDI   | Jean-Pierre Gabelle    |       | UDI   |
| Orléans-1               | Nadia Labadie          |       | LR    | Nadia Labadie          |       | LR    |
| Orléans-2               | Jean-Paul Imbault      |       | LR    | Hugues Raimbourg       |       | EELV  |
| Orléans-2               | Nathalie Kerrien       |       | DVD   | Christine Tellier      |       | EELV  |
| Orléans-3               | Muriel Chéradame       |       | LR    | Dominique Tripet       |       | PCF   |
| Orléans-3               | Alain Touchard         |       | DVD   | Mathieu Gallois        |       | PCF   |
| Orléans-4               | Olivier Geffroy        |       | LR    | Baptiste Chapuis       |       | PS    |
| Orléans-4               | Alexandrine Leclerc    |       | UDI   | Karine Harribey        |       | PS    |
| Pithiviers              | Marianne Dubois        |       | LR    | Marianne Dubois        |       | LR    |
| Pithiviers              | Marc Gaudet            |       | UDI   | Marc Gaudet            |       | UDI   |
| Saint-Jean-de-Braye     | Vanessa Baudat-Slimani |       | PS    | Vanessa Baudat-Slimani |       | PS    |
| Saint-Jean-de-Braye     | Thierry Soler          |       | EÉLV  | Jean-Vincent Valliès   |       | DVG   |
| Saint-Jean-de-la-Ruelle | Christophe Chaillou    |       | PS    | Christophe Chaillou    |       | PS    |
| Saint-Jean-de-la-Ruelle | Hélène Lorme           |       | PS    | Hélène Lorme           |       | PS    |
| Saint-Jean-le-Blanc     | Laurence Bellais       |       | DVD   | Laurence Bellais       |       | DVD   |
| Saint-Jean-le-Blanc     | Gérard Malbo           |       | LR    | Gérard Malbo           |       | LR    |
| Sully-sur-Loire         | Line Fleury            |       | LR    | Line Fleury            |       | LR    |
| Sully-sur-Loire         | Jean-Luc Riglet        |       | LR    | Jean-Luc Riglet        |       | LR    |

## Résultats par canton
Les binômes sont présentés par ordre décroissant des résultats au premier tour. En cas de victoire au second tour du binôme arrivé en deuxième place au premier, ses résultats sont indiqués en gras.

### Canton de Beaugency
| Candidats                | Candidats                 | Partis                   | Nuance                   | Premier tour | Premier tour | Second tour | Second tour |
| Candidats                | Candidats                 | Partis                   | Nuance                   | Voix         | %            | Voix        | %           |
| ------------------------ | ------------------------- | ------------------------ | ------------------------ | ------------ | ------------ | ----------- | ----------- |
|                          | Jacques Mesas             | UDI                      | LR                       | 2 627        | 40,68        | 3 401       | 54,65       |
|                          | Ludivine Raveleau         | LR                       | LR                       | 2 627        | 40,68        | 3 401       | 54,65       |
|                          | Olivier Jouin             | PS                       | DVG                      | 2 502        | 38,74        | 2 822       | 45,35       |
|                          | Marie-Christine Thouvenin | PCF                      | DVG                      | 2 502        | 38,74        | 2 822       | 45,35       |
|                          | Patricia Lequen           | RN                       | RN                       | 1 329        | 20,58        |             |             |
|                          | Roger Petit               | RN                       | RN                       | 1 329        | 20,58        |             |             |
|                          |                           |                          |                          |              |              |             |             |
| Suffrages exprimés       | Suffrages exprimés        | Suffrages exprimés       | Suffrages exprimés       | 6 458        | 95,22        | 6 223       | 92,36       |
| Votes blancs             | Votes blancs              | Votes blancs             | Votes blancs             | 210          | 3,10         | 359         | 5,33        |
| Votes nuls               | Votes nuls                | Votes nuls               | Votes nuls               | 114          | 1,68         | 156         | 2,32        |
| Total                    | Total                     | Total                    | Total                    | 6 782        | 100          | 6 738       | 100         |
| Abstention               | Abstention                | Abstention               | Abstention               | 14 231       | 67,72        | 13 156      | 66,13       |
| Inscrits / participation | Inscrits / participation  | Inscrits / participation | Inscrits / participation | 21 013       | 32,28        | 19 894      | 33,87       |

### Canton de Châlette-sur-Loing
| Candidats                | Candidats                | Partis                   | Nuance                   | Premier tour | Premier tour | Second tour | Second tour |
| Candidats                | Candidats                | Partis                   | Nuance                   | Voix         | %            | Voix        | %           |
| ------------------------ | ------------------------ | ------------------------ | ------------------------ | ------------ | ------------ | ----------- | ----------- |
|                          | Christophe Bouquet       | LR                       | DVD                      | 1 405        | 26,18        | 3 142       | 57,05       |
|                          | Farah Loiseau            | LR                       | DVD                      | 1 405        | 26,18        | 3 142       | 57,05       |
|                          | Franck Demaumont         | PCF                      | UG                       | 1 894        | 35,29        | 2 365       | 42,95       |
|                          | Stéphanie Plichon        | PS                       | UG                       | 1 894        | 35,29        | 2 365       | 42,95       |
|                          | Nadine Boisgerault       | RN                       | RN                       | 1 231        | 22,94        |             |             |
|                          | Jérémy Dubois            | RN                       | RN                       | 1 231        | 22,94        |             |             |
|                          | Cyril Faure              | DVD                      | DVD                      | 837          | 15,60        |             |             |
|                          | Catherine Mastykarz      | DVD                      | DVD                      | 837          | 15,60        |             |             |
|                          |                          |                          |                          |              |              |             |             |
| Suffrages exprimés       | Suffrages exprimés       | Suffrages exprimés       | Suffrages exprimés       | 5 367        | 94,71        | 5 507       | 92,06       |
| Votes blancs             | Votes blancs             | Votes blancs             | Votes blancs             | 171          | 0,81         | 280         | 4,68        |
| Votes nuls               | Votes nuls               | Votes nuls               | Votes nuls               | 129          | 0,61         | 195         | 3,26        |
| Total                    | Total                    | Total                    | Total                    | 5 667        | 100          | 5 982       | 100         |
| Abstention               | Abstention               | Abstention               | Abstention               | 15 367       | 73,07        | 15 066      | 71,58       |
| Inscrits / participation | Inscrits / participation | Inscrits / participation | Inscrits / participation | 21 043       | 26,93        | 21 048      | 28,42       |

### Canton de Châteauneuf-sur-Loire
| Candidats                | Candidats                | Partis                   | Nuance                   | Premier tour | Premier tour | Second tour | Second tour |
| Candidats                | Candidats                | Partis                   | Nuance                   | Voix         | %            | Voix        | %           |
| ------------------------ | ------------------------ | ------------------------ | ------------------------ | ------------ | ------------ | ----------- | ----------- |
|                          | Florence Galzin          | DVD                      | LR                       | 3 828        | 51,53        | 5 281       | 76,45       |
|                          | Philippe Vacher          | LR                       | LR                       | 3 828        | 51,53        | 5 281       | 76,45       |
|                          | Mary Leclerc             | RN                       | RN                       | 1 526        | 20,54        | 1 627       | 23,55       |
|                          | Jean-Pierre Templier     | RN                       | RN                       | 1 526        | 20,54        | 1 627       | 23,55       |
|                          | Thiery Colis             | GE                       | ECO                      | 1 230        | 16,56        |             |             |
|                          | Karen Deschamps          | EÉLV                     | ECO                      | 1 230        | 16,56        |             |             |
|                          | David Hubert             | PCF                      | COM                      | 845          | 11,37        |             |             |
|                          | Mathilde Moulin          | PCF                      | COM                      | 845          | 11,37        |             |             |
|                          |                          |                          |                          |              |              |             |             |
| Suffrages exprimés       | Suffrages exprimés       | Suffrages exprimés       | Suffrages exprimés       | 7 429        | 96,74        | 6 908       | 91,63       |
| Votes blancs             | Votes blancs             | Votes blancs             | Votes blancs             | 168          | 2,19         | 467         | 6,19        |
| Votes nuls               | Votes nuls               | Votes nuls               | Votes nuls               | 82           | 1,07         | 164         | 2,18        |
| Total                    | Total                    | Total                    | Total                    | 7 679        | 100          | 7 539       | 100         |
| Abstention               | Abstention               | Abstention               | Abstention               | 14 430       | 65,27        | 14 577      | 65,91       |
| Inscrits / participation | Inscrits / participation | Inscrits / participation | Inscrits / participation | 22 109       | 34,73        | 22 116      | 34,09       |

### Canton de Courtenay
| Candidats                | Candidats                | Partis                   | Nuance                   | Premier tour | Premier tour | Second tour | Second tour |
| Candidats                | Candidats                | Partis                   | Nuance                   | Voix         | %            | Voix        | %           |
| ------------------------ | ------------------------ | ------------------------ | ------------------------ | ------------ | ------------ | ----------- | ----------- |
|                          | Corinne Melzassard       | LR                       | LR                       | 4 078        | 48,25        | 5 350       | 63,60       |
|                          | Frédéric Néraud          | LR                       | LR                       | 4 078        | 48,25        | 5 350       | 63,60       |
|                          | Cyril Hemardinquer       | RN                       | RN                       | 2 748        | 32,51        | 3 062       | 36,40       |
|                          | Aurélie Verveur          | RN                       | RN                       | 2 748        | 32,51        | 3 062       | 36,40       |
|                          | Dominique Lahbib         | PCF                      | COM                      | 1 067        | 12,62        |             |             |
|                          | Fabrice Selingant        | PCF                      | COM                      | 1 067        | 12,62        |             |             |
|                          | Philippe Lalik           | EÉLV                     | ECO                      | 559          | 6,61         |             |             |
|                          | Cécile Valque            | EÉLV                     | ECO                      | 559          | 6,61         |             |             |
|                          |                          |                          |                          |              |              |             |             |
| Suffrages exprimés       | Suffrages exprimés       | Suffrages exprimés       | Suffrages exprimés       | 8 452        | 96,11        | 8 412       | 94,12       |
| Votes blancs             | Votes blancs             | Votes blancs             | Votes blancs             | 231          | 2,63         | 374         | 4,18        |
| Votes nuls               | Votes nuls               | Votes nuls               | Votes nuls               | 111          | 1,26         | 152         | 1,70        |
| Total                    | Total                    | Total                    | Total                    | 8 794        | 100          | 8 938       | 100         |
| Abstention               | Abstention               | Abstention               | Abstention               | 18 162       | 67,38        | 18 026      | 66,85       |
| Inscrits / participation | Inscrits / participation | Inscrits / participation | Inscrits / participation | 26 956       | 32,62        | 26 964      | 33,14       |

### Canton de La Ferté-Saint-Aubin
| Candidats                | Candidats                | Partis                   | Nuance                   | Premier tour | Premier tour | Second tour | Second tour |
| Candidats                | Candidats                | Partis                   | Nuance                   | Voix         | %            | Voix        | %           |
| ------------------------ | ------------------------ | ------------------------ | ------------------------ | ------------ | ------------ | ----------- | ----------- |
|                          | Christian Braux          | LR                       | LR                       | 2 340        | 36,30        | 3 717       | 59,08       |
|                          | Anne Gaborit             | LR                       | LR                       | 2 340        | 36,30        | 3 717       | 59,08       |
|                          | Emmanuel Dupuis          | PS                       | DVG                      | 1 822        | 28,27        | 2 575       | 40,92       |
|                          | Cécile Hubert            | PCF                      | DVG                      | 1 822        | 28,27        | 2 575       | 40,92       |
|                          | Nicolas Bertrand         | LREM                     | UC                       | 1 229        | 19,07        |             |             |
|                          | Amal Sayah-Henrion       | LREM                     | UC                       | 1 229        | 19,07        |             |             |
|                          | Annie Chappe             | RN                       | RN                       | 1 055        | 16,37        |             |             |
|                          | Gérard Muguet            | RN                       | RN                       | 1 055        | 16,37        |             |             |
|                          |                          |                          |                          |              |              |             |             |
| Suffrages exprimés       | Suffrages exprimés       | Suffrages exprimés       | Suffrages exprimés       | 6 446        | 96,51        | 6 292       | 93,83       |
| Votes blancs             | Votes blancs             | Votes blancs             | Votes blancs             | 152          | 0,74         | 272         | 4,06        |
| Votes nuls               | Votes nuls               | Votes nuls               | Votes nuls               | 81           | 0,40         | 142         | 2,12        |
| Total                    | Total                    | Total                    | Total                    | 6 679        | 100          | 6 706       | 100         |
| Abstention               | Abstention               | Abstention               | Abstention               | 13 801       | 67,39        | 13 778      | 67,26       |
| Inscrits / participation | Inscrits / participation | Inscrits / participation | Inscrits / participation | 6 679        | 32,61        | 20 484      | 32,74       |

### Canton de Fleury-les-Aubrais
| Candidats                | Candidats                | Partis                   | Nuance                   | Premier tour | Premier tour | Second tour | Second tour |
| Candidats                | Candidats                | Partis                   | Nuance                   | Voix         | %            | Voix        | %           |
| ------------------------ | ------------------------ | ------------------------ | ------------------------ | ------------ | ------------ | ----------- | ----------- |
|                          | Grégoire Chapuis         | PS                       | DVG                      | 1 825        | 26,84        | 3 440       | 52,74       |
|                          | Marie-Agnès Courroy      | PS                       | DVG                      | 1 825        | 26,84        | 3 440       | 52,74       |
|                          | Anthony Domingues        | LR                       | LR                       | 1 640        | 24,12        | 3 082       | 47,26       |
|                          | Marie-Claude Donnat      | LR                       | LR                       | 1 640        | 24,12        | 3 082       | 47,26       |
|                          | Pascal Auger             | RN                       | RN                       | 1 186        | 17,44        |             |             |
|                          | Angélique Gay            | RN                       | RN                       | 1 186        | 17,44        |             |             |
|                          | Thierry Leguet           | DVD                      | DVD                      | 1 074        | 15,80        |             |             |
|                          | Fabienne Leproux         | DVD                      | DVD                      | 1 074        | 15,80        |             |             |
|                          | Blandine Gauthier        | DVG                      | DVG                      | 575          | 8,46         |             |             |
|                          | Stéphane Kuzbyt          | GE                       | DVG                      | 575          | 8,46         |             |             |
|                          | Christian Ravanel        | EELV                     | ECO                      | 379          | 5,57         |             |             |
|                          | Isabelle Speisser        | EELV                     | ECO                      | 379          | 5,57         |             |             |
|                          | Pierre de Freitas        | POID                     | EXG                      | 120          | 1,76         |             |             |
|                          | Betty Saada              | POID                     | EXG                      | 120          | 1,76         |             |             |
|                          |                          |                          |                          |              |              |             |             |
| Suffrages exprimés       | Suffrages exprimés       | Suffrages exprimés       | Suffrages exprimés       | 6 799        | 97,34        | 6 522       | 93,68       |
| Votes blancs             | Votes blancs             | Votes blancs             | Votes blancs             | 115          | 1,65         | 299         | 4,29        |
| Votes nuls               | Votes nuls               | Votes nuls               | Votes nuls               | 71           | 1,02         | 141         | 2,03        |
| Total                    | Total                    | Total                    | Total                    | 6 985        | 100          | 6 962       | 100         |
| Abstention               | Abstention               | Abstention               | Abstention               | 14 647       | 67,71        | 14 677      | 67,83       |
| Inscrits / participation | Inscrits / participation | Inscrits / participation | Inscrits / participation | 21 632       | 32,29        | 21 639      | 32,17       |

### Canton de Gien
| Candidats                | Candidats                | Partis                   | Nuance                   | Premier tour | Premier tour | Second tour | Second tour |
| Candidats                | Candidats                | Partis                   | Nuance                   | Voix         | %            | Voix        | %           |
| ------------------------ | ------------------------ | ------------------------ | ------------------------ | ------------ | ------------ | ----------- | ----------- |
|                          | Michel Lechauve          | LR                       | DVD                      | 2 100        | 28,05        | 3 039       | 41,92       |
|                          | Nadine Quaix             | DVD                      | DVD                      | 2 100        | 28,05        | 3 039       | 41,92       |
|                          | Francis Cammal           | DVD                      | DVC                      | 2 838        | 27,91        | 4 210       | 58,08       |
|                          | Aude Denizot             | DVD                      | DVC                      | 2 838        | 27,91        | 4 210       | 58,08       |
|                          | Philippe Lecoq           | RN                       | RN                       | 1 771        | 23,65        |             |             |
|                          | Mathilde Paris           | RN                       | RN                       | 1 771        | 23,65        |             |             |
|                          | Marie-Line Houdou        | EÉLV                     | ECO                      | 778          | 10,39        |             |             |
|                          | Philippe Le Dem          | EÉLV                     | ECO                      | 778          | 10,39        |             |             |
|                          |                          |                          |                          |              |              |             |             |
| Suffrages exprimés       | Suffrages exprimés       | Suffrages exprimés       | Suffrages exprimés       | 7 487        | 96,74        | 7 249       | 93,06       |
| Votes blancs             | Votes blancs             | Votes blancs             | Votes blancs             | 148          | 1,91         | 369         | 4,74        |
| Votes nuls               | Votes nuls               | Votes nuls               | Votes nuls               | 104          | 1,34         | 172         | 2,21        |
| Total                    | Total                    | Total                    | Total                    | 7 739        | 100          | 7 790       | 100         |
| Abstention               | Abstention               | Abstention               | Abstention               | 15 905       | 67,27        | 15 862      | 67,06       |
| Inscrits / participation | Inscrits / participation | Inscrits / participation | Inscrits / participation | 23 644       | 32,73        | 23 652      | 32,94       |

### Canton de Lorris
| Candidats                | Candidats                | Partis                   | Nuance                   | Premier tour | Premier tour | Second tour | Second tour |
| Candidats                | Candidats                | Partis                   | Nuance                   | Voix         | %            | Voix        | %           |
| ------------------------ | ------------------------ | ------------------------ | ------------------------ | ------------ | ------------ | ----------- | ----------- |
|                          | Marie-Laure Beaudoin     | DVD                      | DVD                      | 3 059        | 45,24        | 4 253       | 64,87       |
|                          | Alain Grandpierre        | LR                       | DVD                      | 3 059        | 45,24        | 4 253       | 64,87       |
|                          | Hubert de Pirey          | RN                       | RN                       | 2 217        | 32,79        | 2 303       | 35,13       |
|                          | Emilia Lamiable          | RN                       | RN                       | 2 217        | 32,79        | 2 303       | 35,13       |
|                          | Hubert Gasnier           | EÉLV                     | DVG                      | 1 486        | 21,98        |             |             |
|                          | Eliane Hournon           | PCF                      | DVG                      | 1 486        | 21,98        |             |             |
|                          |                          |                          |                          |              |              |             |             |
| Suffrages exprimés       | Suffrages exprimés       | Suffrages exprimés       | Suffrages exprimés       | 6 762        | 95,55        | 6 556       | 92,48       |
| Votes blancs             | Votes blancs             | Votes blancs             | Votes blancs             | 207          | 2,92         | 285         | 5,43        |
| Votes nuls               | Votes nuls               | Votes nuls               | Votes nuls               | 108          | 1,53         | 148         | 2,09        |
| Total                    | Total                    | Total                    | Total                    | 7 077        | 100          | 7 089       | 100         |
| Abstention               | Abstention               | Abstention               | Abstention               | 12 707       | 64,23        | 11 696      | 64,17       |
| Inscrits / participation | Inscrits / participation | Inscrits / participation | Inscrits / participation | 19 784       | 35,77        | 19 785      | 35,83       |

### Canton du Malesherbois
| Candidats                | Candidats                | Partis                   | Nuance                   | Premier tour | Premier tour | Second tour | Second tour |
| Candidats                | Candidats                | Partis                   | Nuance                   | Voix         | %            | Voix        | %           |
| ------------------------ | ------------------------ | ------------------------ | ------------------------ | ------------ | ------------ | ----------- | ----------- |
|                          | Hervé Gaurat             | LR                       | LR                       | 3 538        | 44,81        | 4 722       | 61,69       |
|                          | Sophie Pelhâte           | DVD                      | LR                       | 3 538        | 44,81        | 4 722       | 61,69       |
|                          | Valentin Manent          | RN                       | RN                       | 2 879        | 36,46        | 2 932       | 38,31       |
|                          | Blandine Pantaleon       | RN                       | RN                       | 2 879        | 36,46        | 2 932       | 38,31       |
|                          | Michel Joby              | PCF                      | DVG                      | 1 479        | 18,73        |             |             |
|                          | Francine Ponson-Liger    | PCF                      | DVG                      | 1 479        | 18,73        |             |             |
|                          |                          |                          |                          |              |              |             |             |
| Suffrages exprimés       | Suffrages exprimés       | Suffrages exprimés       | Suffrages exprimés       | 7 896        | 94,09        | 7 654       | 92,66       |
| Votes blancs             | Votes blancs             | Votes blancs             | Votes blancs             | 352          | 4,19         | 456         | 5,52        |
| Votes nuls               | Votes nuls               | Votes nuls               | Votes nuls               | 144          | 1,72         | 150         | 1,82        |
| Total                    | Total                    | Total                    | Total                    | 8 392        | 100          | 8 260       | 100         |
| Abstention               | Abstention               | Abstention               | Abstention               | 17 503       | 67,59        | 17 640      | 68,11       |
| Inscrits / participation | Inscrits / participation | Inscrits / participation | Inscrits / participation | 25 896       | 32,41        | 25 900      | 31,89       |

### Canton de Meung-sur-Loire
| Candidats                | Candidats                | Partis                   | Nuance                   | Premier tour | Premier tour | Second tour | Second tour |
| Candidats                | Candidats                | Partis                   | Nuance                   | Voix         | %            | Voix        | %           |
| ------------------------ | ------------------------ | ------------------------ | ------------------------ | ------------ | ------------ | ----------- | ----------- |
|                          | Thierry Bracquemond      | LR                       | LR                       | 4 610        | 56,89        | 5 955       | 73,71       |
|                          | Pauline Martin           | LR                       | LR                       | 4 610        | 56,89        | 5 955       | 73,71       |
|                          | Quentin Fuche            | RN                       | RN                       | 1 979        | 24,42        | 2 124       | 26,29       |
|                          | Flavie Sauger            | RN                       | RN                       | 1 979        | 24,42        | 2 124       | 26,29       |
|                          | Myriam Mattia-Talbot     | DVG                      | DVG                      | 1 515        | 18,69        |             |             |
|                          | Victor Sousa             | DVG                      | DVG                      | 1 515        | 18,69        |             |             |
|                          |                          |                          |                          |              |              |             |             |
| Suffrages exprimés       | Suffrages exprimés       | Suffrages exprimés       | Suffrages exprimés       | 8 104        | 93,82        | 8 079       | 93,73       |
| Votes blancs             | Votes blancs             | Votes blancs             | Votes blancs             | 347          | 4,02         | 385         | 4,47        |
| Votes nuls               | Votes nuls               | Votes nuls               | Votes nuls               | 187          | 2,16         | 155         | 1,80        |
| Total                    | Total                    | Total                    | Total                    | 8 638        | 100          | 8 619       | 100         |
| Abstention               | Abstention               | Abstention               | Abstention               | 16 416       | 65,52        | 16 442      | 65,61       |
| Inscrits / participation | Inscrits / participation | Inscrits / participation | Inscrits / participation | 25 054       | 34,48        | 25 061      | 34,39       |

### Canton de Montargis
| Candidats                | Candidats                | Partis                   | Nuance                   | Premier tour | Premier tour | Second tour | Second tour |
| Candidats                | Candidats                | Partis                   | Nuance                   | Voix         | %            | Voix        | %           |
| ------------------------ | ------------------------ | ------------------------ | ------------------------ | ------------ | ------------ | ----------- | ----------- |
|                          | Nelly Dury               | LR                       | LR                       | 2 064        | 38,08        | 3 389       | 64,05       |
|                          | Ariel Lévy               | LR                       | LR                       | 2 064        | 38,08        | 3 389       | 64,05       |
|                          | Nadège Després           | RN                       | RN                       | 1 621        | 29,91        | 1 902       | 35,95       |
|                          | Thomas Ménagé            | RN                       | RN                       | 1 621        | 29,91        | 1 902       | 35,95       |
|                          | Margot Mussat-Robineaux  | DVG                      | UGE                      | 1 105        | 20,39        |             |             |
|                          | Bruno Nottin             | PCF                      | UGE                      | 1 105        | 20,39        |             |             |
|                          | Eline Leroy              | EÉLV                     | ECO                      | 630          | 11,62        |             |             |
|                          | Olivier Masson           | EÉLV                     | ECO                      | 630          | 11,62        |             |             |
|                          |                          |                          |                          |              |              |             |             |
| Suffrages exprimés       | Suffrages exprimés       | Suffrages exprimés       | Suffrages exprimés       | 5 420        | 95,22        | 5 291       | 89,91       |
| Votes blancs             | Votes blancs             | Votes blancs             | Votes blancs             | 151          | 2,65         | 364         | 6,19        |
| Votes nuls               | Votes nuls               | Votes nuls               | Votes nuls               | 121          | 2,13         | 230         | 3,91        |
| Total                    | Total                    | Total                    | Total                    | 5 692        | 100          | 5 885       | 100         |
| Abstention               | Abstention               | Abstention               | Abstention               | 12 302       | 68,37        | 12 116      | 67,31       |
| Inscrits / participation | Inscrits / participation | Inscrits / participation | Inscrits / participation | 17 994       | 31,63        | 18 001      | 32,69       |

### Canton d'Olivet
| Candidats                | Candidats                | Partis                   | Nuance                   | Premier tour | Premier tour | Second tour | Second tour |
| Candidats                | Candidats                | Partis                   | Nuance                   | Voix         | %            | Voix        | %           |
| ------------------------ | ------------------------ | ------------------------ | ------------------------ | ------------ | ------------ | ----------- | ----------- |
|                          | Isabelle Lanson          | DVD                      | LR                       | 4 440        | 63,31        | 5 209       | 73,28       |
|                          | Hugues Saury             | LR                       | LR                       | 4 440        | 63,31        | 5 209       | 73,28       |
|                          | Michèle Dubois           | PCF                      | UG                       | 1 737        | 24,77        | 1 899       | 26,72       |
|                          | Djham Makhlouf           | PCF                      | UG                       | 1 737        | 24,77        | 1 899       | 26,72       |
|                          | Philippe Chassard        | RN                       | RN                       | 836          | 11,92        |             |             |
|                          | Martine Masson           | RN                       | RN                       | 836          | 11,92        |             |             |
|                          |                          |                          |                          |              |              |             |             |
| Suffrages exprimés       | Suffrages exprimés       | Suffrages exprimés       | Suffrages exprimés       | 7 013        | 96,35        | 7 108       | 94,77       |
| Votes blancs             | Votes blancs             | Votes blancs             | Votes blancs             | 181          | 2,49         | 273         | 3,64        |
| Votes nuls               | Votes nuls               | Votes nuls               | Votes nuls               | 85           | 1,17         | 119         | 1,59        |
| Total                    | Total                    | Total                    | Total                    | 7 279        | 100          | 7 500       | 100         |
| Abstention               | Abstention               | Abstention               | Abstention               | 13 401       | 64,80        | 13 185      | 63,74       |
| Inscrits / participation | Inscrits / participation | Inscrits / participation | Inscrits / participation | 20 580       | 35,20        | 20 685      | 36,26       |

### Canton d'Orléans-1
| Candidats                | Candidats                | Partis                   | Nuance                   | Premier tour | Premier tour | Second tour | Second tour |
| Candidats                | Candidats                | Partis                   | Nuance                   | Voix         | %            | Voix        | %           |
| ------------------------ | ------------------------ | ------------------------ | ------------------------ | ------------ | ------------ | ----------- | ----------- |
|                          | Jean-Pierre Gabelle      | UDI                      | LR                       | 1 395        | 28,34        | 2 113       | 52,22       |
|                          | Nadia Labadie            | LR                       | LR                       | 1 395        | 28,34        | 2 113       | 52,22       |
|                          | Claire Fradot            | LREM                     | DVC                      | 871          | 17,69        | 2 025       | 47,78       |
|                          | Mathieu Legrand          | LREM                     | DVC                      | 871          | 17,69        | 2 025       | 47,78       |
|                          | Édouard Antide           | PCF                      | UG                       | 825          | 16,76        |             |             |
|                          | Sophie Lorenzi           | PS                       | UG                       | 825          | 16,76        |             |             |
|                          | Pierre Boudes            | EÉLV                     | ECO                      | 821          | 16,68        |             |             |
|                          | Aude Pinczon du Sel      | EÉLV                     | ECO                      | 821          | 16,68        |             |             |
|                          | Prisca Bley              | RN                       | RN                       | 611          | 12,41        |             |             |
|                          | Jean-Luc Levoux          | RN                       | RN                       | 611          | 12,41        |             |             |
|                          | Yann Chaillou            | DVG                      | DVG                      | 400          | 8,13         |             |             |
|                          | Sophie Rouquie           | DVG                      | DVG                      | 400          | 8,13         |             |             |
|                          |                          |                          |                          |              |              |             |             |
| Suffrages exprimés       | Suffrages exprimés       | Suffrages exprimés       | Suffrages exprimés       | 4 923        | 98,26        | 4 238       | 84,24       |
| Votes blancs             | Votes blancs             | Votes blancs             | Votes blancs             | 46           | 1,12         | 601         | 11,95       |
| Votes nuls               | Votes nuls               | Votes nuls               | Votes nuls               | 31           | 0,62         | 192         | 3,82        |
| Total                    | Total                    | Total                    | Total                    | 5 010        | 100          | 5 031       | 100         |
| Abstention               | Abstention               | Abstention               | Abstention               | 8 777        | 63,66        | 8 759       | 63,52       |
| Inscrits / participation | Inscrits / participation | Inscrits / participation | Inscrits / participation | 13 787       | 36,34        | 13 790      | 36,48       |

### Canton d'Orléans-2
| Candidats                | Candidats                | Partis                   | Nuance                   | Premier tour | Premier tour | Second tour | Second tour |
| Candidats                | Candidats                | Partis                   | Nuance                   | Voix         | %            | Voix        | %           |
| ------------------------ | ------------------------ | ------------------------ | ------------------------ | ------------ | ------------ | ----------- | ----------- |
|                          | Jean-Paul Imbault        | LR                       | LR                       | 1 156        | 30,79        | 1 887       | 49,89       |
|                          | Nathalie Kerrien         | UDI                      | LR                       | 1 156        | 30,79        | 1 887       | 49,89       |
|                          | Hugues Raimbourg         | EELV                     | ECO                      | 896          | 23,87        | 1 895       | 50,11       |
|                          | Chistine Tellier         | EELV                     | ECO                      | 896          | 23,87        | 1 895       | 50,11       |
|                          | Nicole Desmesures        | PS                       | DVG                      | 646          | 17,21        |             |             |
|                          | Schahin Karagoz          | PCF                      | DVG                      | 646          | 17,21        |             |             |
|                          | Marc Costys              | LREM                     | DVC                      | 506          | 13,78        |             |             |
|                          | Kathia Devouge           | LREM                     | DVC                      | 506          | 13,78        |             |             |
|                          | Dominique Depagne        | RN                       | RN                       | 490          | 13,05        |             |             |
|                          | Michel Siwko             | RN                       | RN                       | 490          | 13,05        |             |             |
|                          | Abdelrachid Aachboun     | DIV                      | DIV                      | 60           | 1,60         |             |             |
|                          | Aziza Benmohamed         | DIV                      | DIV                      | 60           | 1,60         |             |             |
|                          |                          |                          |                          |              |              |             |             |
| Suffrages exprimés       | Suffrages exprimés       | Suffrages exprimés       | Suffrages exprimés       | 3 754        | 96,63        | 3 782       | 94,31       |
| Votes blancs             | Votes blancs             | Votes blancs             | Votes blancs             | 77           | 1,98         | 143         | 3,57        |
| Votes nuls               | Votes nuls               | Votes nuls               | Votes nuls               | 54           | 1,39         | 85          | 2,12        |
| Total                    | Total                    | Total                    | Total                    | 3 885        | 100          | 4 010       | 100         |
| Abstention               | Abstention               | Abstention               | Abstention               | 10 221       | 72,46        | 10 099      | 71,58       |
| Inscrits / participation | Inscrits / participation | Inscrits / participation | Inscrits / participation | 14 106       | 27,54        | 14 109      | 28,42       |

### Canton d'Orléans-3
| Candidats                | Candidats                | Partis                   | Nuance                   | Premier tour | Premier tour | Second tour | Second tour |
| Candidats                | Candidats                | Partis                   | Nuance                   | Voix         | %            | Voix        | %           |
| ------------------------ | ------------------------ | ------------------------ | ------------------------ | ------------ | ------------ | ----------- | ----------- |
|                          | Béatrice Barruel         | LR                       | LR                       | 2 180        | 32,70        | 3 274       | 49,21       |
|                          | Alain Touchard           | DVD                      | LR                       | 2 180        | 32,70        | 3 274       | 49,21       |
|                          | Mathieu Gallois          | PCF                      | COM                      | 2 072        | 31,08        | 3 379       | 50,79       |
|                          | Dominique Tripet         | PCF                      | COM                      | 2 072        | 31,08        | 3 379       | 50,79       |
|                          | Irène Chomiki            | EÉLV                     | ECO                      | 1 220        | 18,30        |             |             |
|                          | Jean Christophe Clozier  | EÉLV                     | ECO                      | 1 220        | 18,30        |             |             |
|                          | Marie Charpentier        | RN                       | RN                       | 1 195        | 17,92        |             |             |
|                          | Adrien Nussac            | RN                       | RN                       | 1 195        | 17,92        |             |             |
|                          |                          |                          |                          |              |              |             |             |
| Suffrages exprimés       | Suffrages exprimés       | Suffrages exprimés       | Suffrages exprimés       | 6 667        | 96,23        | 6 653       | 93,39       |
| Votes blancs             | Votes blancs             | Votes blancs             | Votes blancs             | 149          | 2,15         | 283         | 3,97        |
| Votes nuls               | Votes nuls               | Votes nuls               | Votes nuls               | 112          | 1,62         | 188         | 2,64        |
| Total                    | Total                    | Total                    | Total                    | 6 928        | 100          | 7 124       | 100         |
| Abstention               | Abstention               | Abstention               | Abstention               | 15 420       | 69,00        | 15 233      | 68,14       |
| Inscrits / participation | Inscrits / participation | Inscrits / participation | Inscrits / participation | 22 348       | 30,00        | 22 357      | 31,86       |

### Canton d'Orléans-4
| Candidats                | Candidats                | Partis                   | Nuance                   | Premier tour | Premier tour | Second tour | Second tour |
| Candidats                | Candidats                | Partis                   | Nuance                   | Voix         | %            | Voix        | %           |
| ------------------------ | ------------------------ | ------------------------ | ------------------------ | ------------ | ------------ | ----------- | ----------- |
|                          | Florence Carré           | LR                       | LR                       | 1 745        | 28,95        | 2 751       | 47,41       |
|                          | Olivier Geffroy          | DVD                      | LR                       | 1 745        | 28,95        | 2 751       | 47,41       |
|                          | Baptiste Chapuis         | PS                       | SOC                      | 1 408        | 23,36        | 3 051       | 52,59       |
|                          | Karine Harribey          | PS                       | SOC                      | 1 408        | 23,36        | 3 051       | 52,59       |
|                          | Olivier Frezot           | EÉLV                     | ECO                      | 1 100        | 18,25        |             |             |
|                          | Leïla Safri              | EÉLV                     | ECO                      | 1 100        | 18,25        |             |             |
|                          | Sébastien Fournier       | RN                       | RN                       | 799          | 13,26        |             |             |
|                          | Mireille François        | RN                       | RN                       | 799          | 13,26        |             |             |
|                          | Stéphanie Anton          | DVD                      | DVC                      | 742          | 12,31        |             |             |
|                          | Tej Hernoune             | DVD                      | DVC                      | 742          | 12,31        |             |             |
|                          | Anne Nedjar              | LFI                      | UG                       | 233          | 3,87         |             |             |
|                          | Flavien Randrianarisoa   | LFI                      | UG                       | 233          | 3,87         |             |             |
|                          |                          |                          |                          |              |              |             |             |
| Suffrages exprimés       | Suffrages exprimés       | Suffrages exprimés       | Suffrages exprimés       | 6 027        | 97,63        | 5 802       | 94,93       |
| Votes blancs             | Votes blancs             | Votes blancs             | Votes blancs             | 100          | 1,62         | 210         | 3,44        |
| Votes nuls               | Votes nuls               | Votes nuls               | Votes nuls               | 46           | 0,75         | 100         | 1,64        |
| Total                    | Total                    | Total                    | Total                    | 6 173        | 100          | 6 112       | 100         |
| Abstention               | Abstention               | Abstention               | Abstention               | 13 603       | 68,79        | 13 671      | 69,10       |
| Inscrits / participation | Inscrits / participation | Inscrits / participation | Inscrits / participation | 19 776       | 31,21        | 19 783      | 30,90       |

### Canton de Pithiviers
| Candidats                | Candidats                | Partis                   | Nuance                   | Premier tour | Premier tour | Second tour | Second tour |
| Candidats                | Candidats                | Partis                   | Nuance                   | Voix         | %            | Voix        | %           |
| ------------------------ | ------------------------ | ------------------------ | ------------------------ | ------------ | ------------ | ----------- | ----------- |
|                          | Marianne Dubois          | LR                       | LR                       | 4 136        | 61,80        | 4 767       | 74,14       |
|                          | Marc Gaudet              | UDI                      | LR                       | 4 136        | 61,80        | 4 767       | 74,14       |
|                          | Murielle Couteau         | RN                       | RN                       | 1 618        | 24,17        | 1 663       | 25,86       |
|                          | François-Valbert Helie   | RN                       | RN                       | 1 618        | 24,17        | 1 663       | 25,86       |
|                          | Estelle Calzada          | PCF                      | DVG                      | 939          | 14,03        |             |             |
|                          | Quentin Le Mené          | PS                       | DVG                      | 939          | 14,03        |             |             |
|                          |                          |                          |                          |              |              |             |             |
| Suffrages exprimés       | Suffrages exprimés       | Suffrages exprimés       | Suffrages exprimés       | 6 693        | 96,45        | 6 430       | 94,21       |
| Votes blancs             | Votes blancs             | Votes blancs             | Votes blancs             | 169          | 2,44         | 286         | 4,19        |
| Votes nuls               | Votes nuls               | Votes nuls               | Votes nuls               | 77           | 1,11         | 109         | 1,60        |
| Total                    | Total                    | Total                    | Total                    | 6 939        | 100          | 6 825       | 100         |
| Abstention               | Abstention               | Abstention               | Abstention               | 13 524       | 66,09        | 13 645      | 66,66       |
| Inscrits / participation | Inscrits / participation | Inscrits / participation | Inscrits / participation | 20 463       | 33,91        | 20 470      | 33,33       |

### Canton de Saint-Jean-de-Braye
| Candidats                | Candidats                | Partis                   | Nuance                   | Premier tour | Premier tour | Second tour | Second tour |
| Candidats                | Candidats                | Partis                   | Nuance                   | Voix         | %            | Voix        | %           |
| ------------------------ | ------------------------ | ------------------------ | ------------------------ | ------------ | ------------ | ----------- | ----------- |
|                          | Vanessa Slimani          | PS                       | DVG                      | 3 214        | 37,63        | 4 770       | 64,53       |
|                          | Jean-Vincent Valliès     | DVG                      | DVG                      | 3 214        | 37,63        | 4 770       | 64,53       |
|                          | Sabine Bonneville        | EÉLV                     | ECO                      | 1 507        | 17,64        | 2 622       | 35,47       |
|                          | Jean-François Doucet     | EÉLV                     | ECO                      | 1 507        | 17,64        | 2 622       | 35,47       |
|                          | Roland Essiane N'Ko'o    | RN                       | RN                       | 1 360        | 15,92        |             |             |
|                          | Yolande Thibaudat        | RN                       | RN                       | 1 360        | 15,92        |             |             |
|                          | Karine Prigent           | DVD                      | DVD                      | 1 342        | 15,71        |             |             |
|                          | Christian Thomas         | DVD                      | DVD                      | 1 342        | 15,71        |             |             |
|                          | Jean-Emmanuel Renelier   | LR                       | LR                       | 1 118        | 13,09        |             |             |
|                          | Marie Sanchez-Schneider  | LR                       | LR                       | 1 118        | 13,09        |             |             |
|                          |                          |                          |                          |              |              |             |             |
| Suffrages exprimés       | Suffrages exprimés       | Suffrages exprimés       | Suffrages exprimés       | 8 541        | 96,91        | 7 392       | 85,42       |
| Votes blancs             | Votes blancs             | Votes blancs             | Votes blancs             | 174          | 1,97         | 847         | 9,79        |
| Votes nuls               | Votes nuls               | Votes nuls               | Votes nuls               | 98           | 1,11         | 415         | 4,80        |
| Total                    | Total                    | Total                    | Total                    | 8 813        | 100          | 8 654       | 100         |
| Abstention               | Abstention               | Abstention               | Abstention               | 18 354       | 67,56        | 18 527      | 68,16       |
| Inscrits / participation | Inscrits / participation | Inscrits / participation | Inscrits / participation | 27 167       | 32,44        | 27 181      | 31,84       |

### Canton de Saint-Jean-de-la-Ruelle
| Candidats                | Candidats                | Partis                   | Nuance                   | Premier tour | Premier tour | Second tour | Second tour |
| Candidats                | Candidats                | Partis                   | Nuance                   | Voix         | %            | Voix        | %           |
| ------------------------ | ------------------------ | ------------------------ | ------------------------ | ------------ | ------------ | ----------- | ----------- |
|                          | Christophe Chaillou      | PS                       | SOC                      | 3 167        | 47,62        | 4 295       | 66,38       |
|                          | Hélène Lorme             | PS                       | SOC                      | 3 167        | 47,62        | 4 295       | 66,38       |
|                          | Kadejat Dahou            | LR                       | DVD                      | 1 246        | 18,74        | 2 175       | 33,62       |
|                          | Guillem Leroux           | LREM                     | DVD                      | 1 246        | 18,74        | 2 175       | 33,62       |
|                          | Agathe Essiane N'Ko'o    | RN                       | RN                       | 1 213        | 18,24        |             |             |
|                          | Grégory Valognes         | RN                       | RN                       | 1 213        | 18,24        |             |             |
|                          | Guillaume Guerré         | EÉLV                     | ECO                      | 788          | 11,85        |             |             |
|                          | Isabelle Meyer           | EÉLV                     | ECO                      | 788          | 11,85        |             |             |
|                          | Gisèle Groussier         | LFI                      | FI                       | 236          | 3,55         |             |             |
|                          | Charles-Henry Michel     | LFI                      | FI                       | 236          | 3,55         |             |             |
|                          |                          |                          |                          |              |              |             |             |
| Suffrages exprimés       | Suffrages exprimés       | Suffrages exprimés       | Suffrages exprimés       | 6 650        | 97,17        | 6 470       | 92,22       |
| Votes blancs             | Votes blancs             | Votes blancs             | Votes blancs             | 115          | 1,68         | 353         | 5,03        |
| Votes nuls               | Votes nuls               | Votes nuls               | Votes nuls               | 79           | 1,15         | 193         | 2,75        |
| Total                    | Total                    | Total                    | Total                    | 6 844        | 100          | 7 016       | 100         |
| Abstention               | Abstention               | Abstention               | Abstention               | 16 772       | 71,02        | 16 607      | 70,30       |
| Inscrits / participation | Inscrits / participation | Inscrits / participation | Inscrits / participation | 23 616       | 28,98        | 23 623      | 29,70       |

### Canton de Saint-Jean-le-Blanc
| Candidats                | Candidats                | Partis                   | Nuance                   | Premier tour | Premier tour | Second tour | Second tour |
| Candidats                | Candidats                | Partis                   | Nuance                   | Voix         | %            | Voix        | %           |
| ------------------------ | ------------------------ | ------------------------ | ------------------------ | ------------ | ------------ | ----------- | ----------- |
|                          | Laurence Bellais         | DVD                      | LR                       | 3 549        | 53,25        | 4 352       | 67,49       |
|                          | Gérard Malbo             | LR                       | LR                       | 3 549        | 53,25        | 4 352       | 67,49       |
|                          | Marielle Brame           | PCF                      | COM                      | 1 747        | 26,21        | 2 096       | 32,51       |
|                          | Nils Bresson             | PCF                      | COM                      | 1 747        | 26,21        | 2 096       | 32,51       |
|                          | Martine Pellé            | RN                       | RN                       | 1 369        | 20,54        |             |             |
|                          | Jean-Pierre Tessier      | RN                       | RN                       | 1 369        | 20,54        |             |             |
|                          |                          |                          |                          |              |              |             |             |
| Suffrages exprimés       | Suffrages exprimés       | Suffrages exprimés       | Suffrages exprimés       | 6 665        | 96,26        | 6 448       | 92,35       |
| Votes blancs             | Votes blancs             | Votes blancs             | Votes blancs             | 198          | 2,86         | 368         | 5,27        |
| Votes nuls               | Votes nuls               | Votes nuls               | Votes nuls               | 61           | 0,88         | 166         | 2,38        |
| Total                    | Total                    | Total                    | Total                    | 6 924        | 100          | 6 982       | 100         |
| Abstention               | Abstention               | Abstention               | Abstention               | 13 980       | 66,88        | 13 946      | 66,64       |
| Inscrits / participation | Inscrits / participation | Inscrits / participation | Inscrits / participation | 20 904       | 33,12        | 20 928      | 33,36       |

### Canton de Sully-sur-Loire
| Candidats                | Candidats                | Partis                   | Nuance                   | Premier tour | Premier tour | Second tour | Second tour |
| Candidats                | Candidats                | Partis                   | Nuance                   | Voix         | %            | Voix        | %           |
| ------------------------ | ------------------------ | ------------------------ | ------------------------ | ------------ | ------------ | ----------- | ----------- |
|                          | Line Fleury              | LR                       | LR                       | 3 890        | 51,24        | 4 979       | 66,51       |
|                          | Jean-Luc Riglet          | LR                       | LR                       | 3 890        | 51,24        | 4 979       | 66,51       |
|                          | Jessica Foigne           | RN                       | RN                       | 2 390        | 31,48        | 2 507       | 33,49       |
|                          | Ludovic Marchetti        | RN                       | RN                       | 2 390        | 31,48        | 2 507       | 33,49       |
|                          | Monique Barret           | PCF                      | COM                      | 1 312        | 17,28        |             |             |
|                          | Michel Bouchard          | PCF                      | COM                      | 1 312        | 17,28        |             |             |
|                          |                          |                          |                          |              |              |             |             |
| Suffrages exprimés       | Suffrages exprimés       | Suffrages exprimés       | Suffrages exprimés       | 7 592        | 95,64        | 7 486       | 93,53       |
| Votes blancs             | Votes blancs             | Votes blancs             | Votes blancs             | 247          | 3,11         | 370         | 4,62        |
| Votes nuls               | Votes nuls               | Votes nuls               | Votes nuls               | 99           | 1,25         | 148         | 1,85        |
| Total                    | Total                    | Total                    | Total                    | 7 938        | 100          | 8 004       | 100         |
| Abstention               | Abstention               | Abstention               | Abstention               | 15 236       | 65,75        | 15 176      | 65,47       |
| Inscrits / participation | Inscrits / participation | Inscrits / participation | Inscrits / participation | 23 174       | 34,25        | 23 180      | 34,53       |